# ماسای اوکا
ماسای اوکا (انگلیسی: Masi Oka؛ زاده ۲۷ دسامبر ۱۹۷۴) یک هنرپیشه اهل ژاپن است که بیشتر بخاطر ایفای نقش ارباب زمان، هیرو ناکامورا در سریال قهرمان‌ها شهرت دارد.

## فیلم‌شناسی
از مجموعه‌های تلویزیونی که وی در آن نقش داشته می‌توان به قهرمان‌ها، ریبا، هنوز وایسادیم، چشم عزیزم، دارما و گرگ، هاوایی فایو-زیرو و قهرمان‌ها: تولد دوباره اشاره کرد.

همچنین از فیلم‌های او می‌توان جابز ،لگالی بلاند ۲: قرمز، سفید و بلوند، آستین پاورز: در عضو طلایی، دوستی با مزایا، و سپس پولی آمد، اسمارت را بگیر، در جستجوی سانی را نام برد.